# Gunnera prorepens
Gunnera prorepens là một loài thực vật có hoa trong họ Dương nhị tiên. Loài này được Hook.f. mô tả khoa học đầu tiên năm 1852.